# Kirençukuru, Gerze
Kirençukuru là một xã thuộc huyện Gerze, tỉnh Sinop, Thổ Nhĩ Kỳ. Dân số thời điểm năm 2011 là 122 người.